# Ōji
L'ōji o ōjisama (王子 o 王子様? "principe" o "principe azzurro") è un tipo di abbigliamento contemporaneo giapponese considerato la controparte maschile della lolita, e si ispira agli indumenti e allo stile propri della moda vittoriana indossati dai ragazzi dell'epoca.

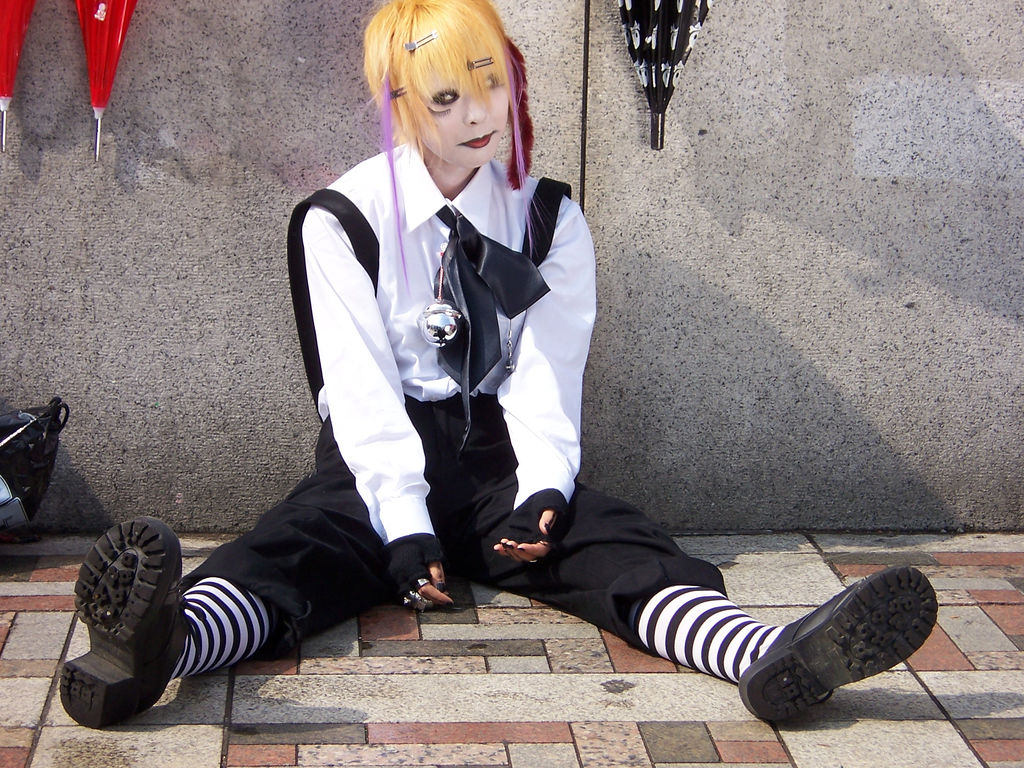
Una ragazza Gothic Kodona

Il termine kodona (contrazione di kodomo otona, letteralmente bambino adulto), coniato da Ryūtarō Arimura, cantante del gruppo musicale Plastic Tree, ha lo stesso significato di ōji e spesso viene preferito in Occidente per designare questa moda.
Questo tipo di abbigliamento viene indossato principalmente da ragazzi, ma non è raro che lo adottino anche delle ragazze che si vestono generalmente secondo i canoni della Moda Lolita ma che vogliono ottenere un effetto più androgino.
Alcuni indumenti comuni sono le camicie vittoriane maschili molto decorate, pantaloni alla zuava ed altri tipi di pantaloni corti, calzettoni, cilindri e newsboy cap. I colori utilizzati maggiormente sono il nero, il bianco, il blu e il borgogna, anche se esistono variazioni sul tema con colori più femminili. Il trucco, se usato, è chiaro e minimale oppure fortemente dark e tetro. Fra i più noti esponenti di questo stile ci sono Ryūtarō Arimura del gruppo musicale Plastic Tree, Yūsuke Yukke Fukuno del gruppo musicale Mucc e Keiyū dei Kra.